# Mirali-Mausoleum

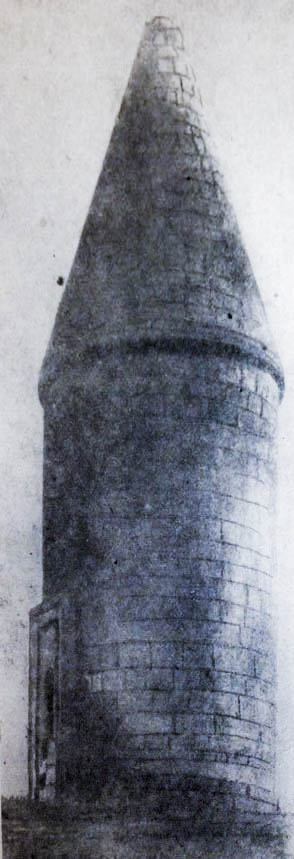
Mirali-Mausoleum, 1940er Jahre

Das Mirali-Mausoleum (aserbaidschanisch Mirəli Türbəsi) ist ein monumentales Bauwerk im Dorf Aşağı Veysəlli im Rayon Füzuli von Aserbaidschan. 

## Geschichte und Architektur
Das ca. 17 Kilometer nordöstlich der Stadt Füzuli gelegene und turmartige Mausoleum stammt aus dem frühen 14. Jahrhundert. Bisher ist nicht bekannt, von welchem Architekten es errichtet wurde. Die Bezeichnung „Mirəli“ kommt in aserbaidschanischen Sagen häufig vor.
Der schmale zylindrische Körper des Mausoleums mit einem Durchmesser von fünf Metern und einem konischen Helm von 15 Metern Höhe ist aus Reihen sorgfältig bearbeiteter und gebetteter Steine errichtet worden. Auf einem dreigliedrigen Sockel steht ein schlanker zylindrischer Körper mit einem konischen Helm, der wiederum mit hervorragend behauenen Steinplatten bekleidet und mit einem Portal mit profiliertem Rahmen und einem gedrehten Band unterhalb der Spitze verziert ist. Die Turmspitze wurde aus sorgfältig eingepassten Steinplatten angefertigt.
Von 1993 bis 2020 standen große Teile des Rayons Füzuli, darunter das Dorf Aşağı Veysəlli unter armenischer Besatzung. Nach aserbaidschanischen Angaben wurde das Mirali-Mausoleum während dieser Zeit komplett zerstört.